# Westelijke Regatta
De Westelijke Regatta is de op één na oudste roeiwedstrijd in Zuid-Holland. Het was traditioneel de eerste landelijke roeiwedstrijd in het seizoen op de korte baan (twee kilometer). Tegenwoordig is de Varsity de start van het kortebaanseizoen; de Westelijke vindt tegenwoordig medio mei plaats op de Willem-Alexander Baan. Op de vrijdagavond voor de wedstrijd vindt traditioneel de Erasmussprints plaats.

## Geschiedenis
Op het initiatief van dr. E.A. Kreiken, voorzitter van de K.R.&Z.V. “Het Spaarne” werd op 10 oktober 1925 een wedstrijd georganiseerd, samen met D.D.S., R.V. “De Laak” en L.R.&Z.V. “Die Leythe”, om roeiers die niet bij een studentenvereniging aangesloten waren ook een mogelijkheid te bieden een wedstrijd te starten. Deze wedstrijd, de Herfstwedstrijden in het Westen, was zo’n groot succes, dat op 18 december dat jaar “de Vereniging voor Herfstwedstrijden van burgerroeiverenigingen in het Westen” opgericht werd. Deze naam werd later aangepast naar het vlottere “Westelijke Roeibond”. In 1927 trad de Schiedamse roeivereniging “De Schie” toe tot de Westelijke Roeibond, tevens werd dat jaar de naam van de wedstrijd ook aangepast naar de "Westelijke Regatta".
Over de jaren zijn ook de Zaanlandse Zeilvereniging, de S.R.V. “Njord” en de R.&Z.V. Gouda toegetreden tot Westelijke Roeibond, en is er een langdurige samenwerking met de Roeibond voor Rotterdam aangegaan. Deze nieuwe organisatie wisselde in 1976 van naam en werd de Zuid Hollandsche Roeibond (ZHRB). Deze ging het jaar daarop een samenwerking aan met de K.A.R.&Z.V. “De Hoop” waarbij de Westelijke verder ging onder de naam Randstad Regatta.
In 2009 stopte de samenwerking en werd ook de naam aangepast naar de Boekel de Nerée Regatta. Een jaar later al weer sprak men van de Amsterdam Rowing Regatta, na deze editie werd besloten om de oude naam weer te gaan gebruiken. Een verhuizing van de Bosbaan naar de Willem-Alexander Baan vond plaats in 2013, waarmee de Westelijke de eerste nationale wedstrijd op deze nieuwe baan was. In 2014 werd de wedstrijd de gastheer van het NK Klein van de KNRB. De Westelijke is vast onderdeel van het KNRB Eerstejaarsklassement en het KNRB Developmentklassement. In 2020 zou het NK Groot verroeid worden op de Westelijke Regatta, maar wegens de COVID-19-pandemie is deze editie geannuleerd; het NK Groot Junioren is wel verroeid op de editie van 2021.

## Organisatie
De organisatie vanuit de Zuid Hollandsche Roeibond wordt tegenwoordig verzorgd door De Delftsche Sport, de A.R.S.R. Skadi, de D.S.R. Proteus-Eretes en de H.S.R.V. Pelargos.